# Sandevattnet
Sandevattnet är en sjö i Munkedals kommun i Bohuslän och ingår i Örekilsälvens huvudavrinningsområde. Sjön är 3,6 meter djup, har en yta på 0,03 kvadratkilometer och befinner sig 154 meter över havet.